# Эксаудиризм
Эксаудири́зм (от лат. ех — «из» и лат. audio — «слышать») — сексуальная девиация (аномалия), которая сопровождается неконтролируемым желанием человека к восприятию на слух чужого полового акта. Эксаудиризм, который обладает широким потенциалом для исследований, является видом эротического извращения, под которым понимают метод быстрого достижения сексуального возбуждения путём подслушивания звуков, выражающих половой акт.
Эксаудиризм — вариант отклонения в сексуальном поведении, схожий с вуайеризмом, так как является его акустической разновидностью: вуайеризм — влечение к визуальному восприятию чужого коитуса, а также созерцанию, рассматриванию половых органов другого человека. И эксаудиризм, и вуайеризм являются элементарными способами сексуального возбуждения и получения наслаждения на физическом и эмоциональном уровнях.
Эксаудиризм, согласно исследованиям польских сексологов Казимежа Имелинского и Збигнева Старовича, проявляется с детских лет. Главной причиной возникновения эксаудиризма является естественный интерес ребёнка, сексуальному воспитанию которого родители не уделяют должного внимания.
Поэтому неудовлетворённое любопытство детей от 7-ми до 12-ти лет является предпосылкой такой патологии в области сексологии и психологии, как эксаудиризм. Потому, что человеку в период полового созревания (гормонального развития — 11—19 лет) тема взрослых сексуальных отношений, интимной близости кажется особенно интересной, непознанной, что подтверждают социологические исследования.
Так, по статистике, четверть детей дошкольного, а также младшего и среднего школьного возраста подслушивали половой акт своих родителей, стоя у двери их спальни. Мальчикам в большей степени, нежели девочкам, свойственно девиантное сексуальное поведение, в том числе и эксаудиризм.
Кроме того, одну из ведущих ролей в распространении такой сексуальной девиации, как эксаудиризм, исполнил технический прогресс, подаривший человечеству главные каналы коммуникации — телефон, телевизор, радиоприёмник, магнитофон, компьютер и т. д., а сегодня играет массовая культура. Ведь именно произведения поп-культуры (среди них — порнографические фильмы с саундтреками эротического содержания, так называемая секс-музыка и пр.), которые доступны всем и каждому через аудио-, видеоаппаратуру, глобально распространяют эксаудиризм.
По наблюдениям учёных, страдающие эксаудиризмом отличаются бурной фантазией и повышенной сексуальной чувствительностью, поскольку такое поведение носит эрогенный характер. Гипертрофированная сексуальная чувствительность, как результат и одновременно симптом эксаудиризма, закладывается в детстве и активно проявляется на протяжении всей жизни. Например, неоднократно были зафиксированы случаи, когда мужчина со склонностями к эксаудиризму стимулировал сексуальное возбуждение, заставляя свою жену свершить интимную близость с приятелем, соседом за закрытой дверью, ширмой.